# Le Bain mystique (triptyque)
Le Bain mystique est un triptyque peint à l'huile sur bois au cours du premier tiers du XVIe siècle par le peintre flamand Jean Bellegambe. Il est conservé au palais des Beaux-Arts de Lille depuis 1882.

## Histoire
Commandé par Charles Coguin, abbé d'Anchin depuis 1508, le triptyque entre en possession de Jean de Créqui, gouverneur de Montreuil-sur-Mer, qui fait peindre ses armoiries au-dessus de celles de l'abbé, vers le milieu du XVIe siècle. 
Le triptyque est ensuite acquis par le collectionneur Théodore Ducluzel vers 1875, puis mis en vente publique en février 1882 et acheté 4 095 francs par le musée de Lille.

## Description
Le panneau central du triptyque représente le Christ sur la croix placé au-dessus d'un bassin où coule son sang et où se plongent de nombreux personnages. Au dessus de la tête du Christ, une banderole porte l'inscription : Torcular calcavi solus et de gentibus non est vir mecum. Es. LXIII calo. (« J'ai été seul à fouler le pressoir et d'entre les peuples aucun homme n'y était avec moi. » Isaïe, chap. LXIII). Le Christ est encadré par deux anges qui tiennent des phylactères sur lesquels sont écrits deux autres versets d'Isaïe : Quis est iste qui venit de Edom, tinctis vestibus, de Bosra ? Es. LXIII calo. (« Quel est celui-ci, qui vient d'Édom, qui vient de Bosra, avec ses vêtements rougis ? » Isaïe chap. LXIII) et Quare rubrum est indumentum tuum et vestimenta tua sicut calcantium in torculari ? Es. LXIII calo. (« Pourquoi votre robe est-elle rouge et pourquoi vos vêtements sont-ils comme les habits de ceux qui foulent le raisin dans le pressoir ? » Isaïe chap. LXIII). Dans la cuve, remplie du sang de Jésus, deux saintes pénitentes sont représentées parmi d'autres personnages, Madeleine, qui porte le vase de nard avec lequel elle parfuma les pieds de Jésus, et Marie l'Égyptienne, qui porte les trois pains qu'elle emporta avec elle en se retirant dans le désert. Les personnages qui entrent dans la cuve sont poussés par la Charité, à gauche, coiffée d'un soleil rayonnant, et accompagnés par l'Espérance, à droite, coiffée d'un navire. Devant la cuve, une jeune femme commence à se dépouiller de ses bijoux, posés à côté d'elle. Il pourrait s’agir d’une représentation exceptionnelle de Marie Madeleine repentante renonçant aux atours de ce monde, thème qui n’existait pas jusqu’alors dans l’iconographie chrétienne. En fond, on aperçoit un paysage, offrant une perspective lointaine de rochers et de montagnes, des bouquets d'arbres, une maison, une ferme... et, à droite, un petit personnage qui plie sous le poids d'une charge, seul à s'éloigner de la scène, représentation possible du pécheur endurci.
Le volet droit représente la Foi, revêtue du casque et de la cuirasse de la science divine et portant un flambeau, qui accueille Catherine d'Alexandrie flanquée des instruments de son martyre, la roue brisée et l'épée, et l'aide à se défaire de sa riche robe de brocart. Derrière elle, plusieurs femmes enlèvent leur manteau et dégrafent leur robe. Au balcon qui surplombe la scène, Isaïe brandit un phylactère sur lequel il est écrit : Haurietis aquas in gaudio de fontibus Salvatoris (« Vous puiserez avec joie les eaux dans les fontaines du Sauveur. » Isaïe chap. XII). Au second plan, sortant d'une église, un pape, un cardinal, un évêque et plusieurs clercs sont précédés d'un pauvre pèlerin qui semble les guider vers la cuve. Plus loin, des hommes d'arme sortent d'un château après en avoir franchi le pont-levis.
Le volet gauche, sous un édifice semblable à celui du volet de droite, représente un ange qui accueille des personnages laïcs de sexe et d'âge différents se rendant à la fontaine. À l'avant-plan, Jean Bellegambe s'est représenté lui-même, assis et retirant l'un de ses bas de chausse. Dans la loge qui surplombe la scène, saint Jean semble poser une question à l'ange, dont le texte tiré de l'Apocalypse est écrit sur un cartouche qu'il désigne de sa main droite : Isti qui sunt et unde venerunt ? (« Ceux-ci qui sont-ils et d'où sont-ils venus ? » Apoc. VII). Une banderole, qui flotte au-dessus de l'ange, semble donner la réponse : Hi sunt qui venerunt de tribulatione magna et laverunt stolas suas in sanguine Agni (Ce sont ceux qui sont sortis de la grande tribulation et qui ont lavé leurs robes dans le sang de l'Agneau. Apoc. VII). Un autre cartouche, suspendu à la travée de la galerie et que Jean désigne de sa main gauche, déclare : Dilexit nos et lavit nos a peccatis nostris in sanguine suo (« Il nous a aimés et nous a lavés de nos péchés dans son sang. » Apoc. I). Dans le fond, à l'arrière-plan, un roi sort d'un château-fort suivi de plusieurs courtisans et semble marcher vers le bassin.
Au revers des volets, deux anges peints en grisaille, d'inspiration italianisante, tiennent, à droite, les armes de l'abbaye d'Anchin, et, à gauche, les armes de Charles Coguin, abbé d'Anchin.

Détails
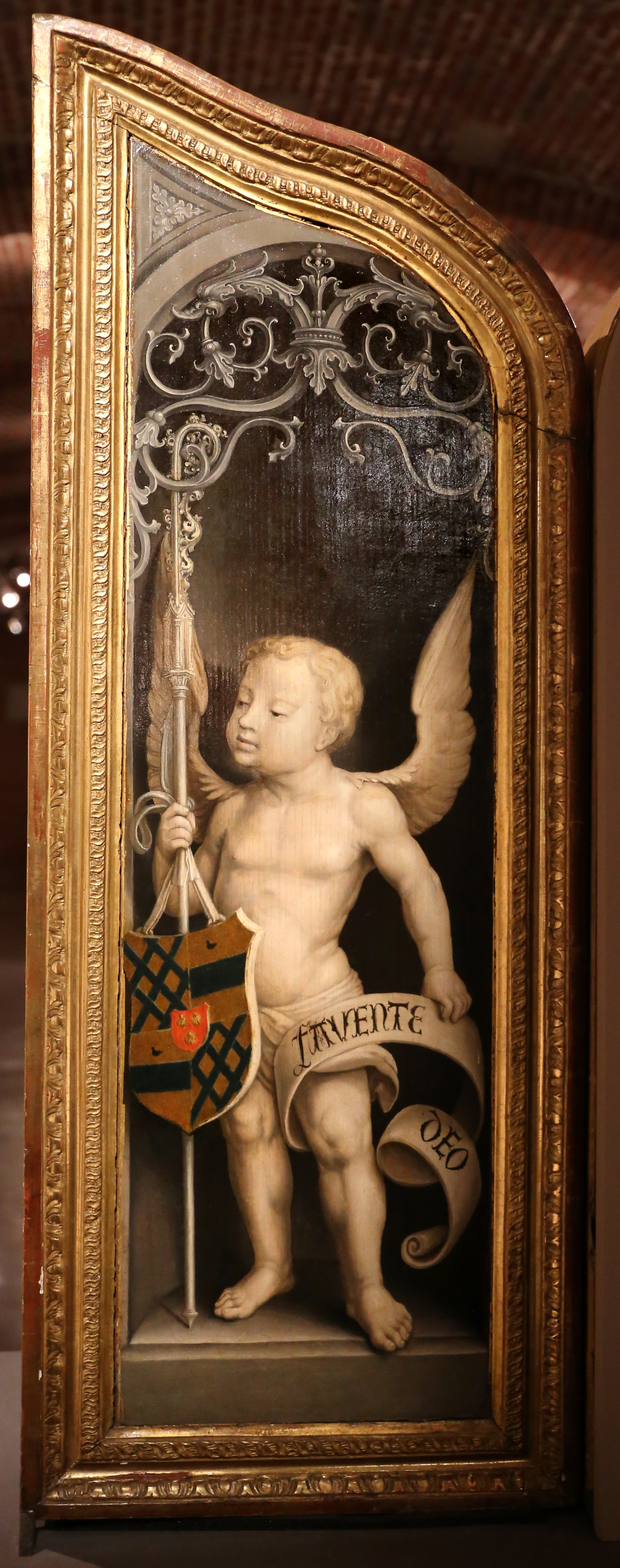
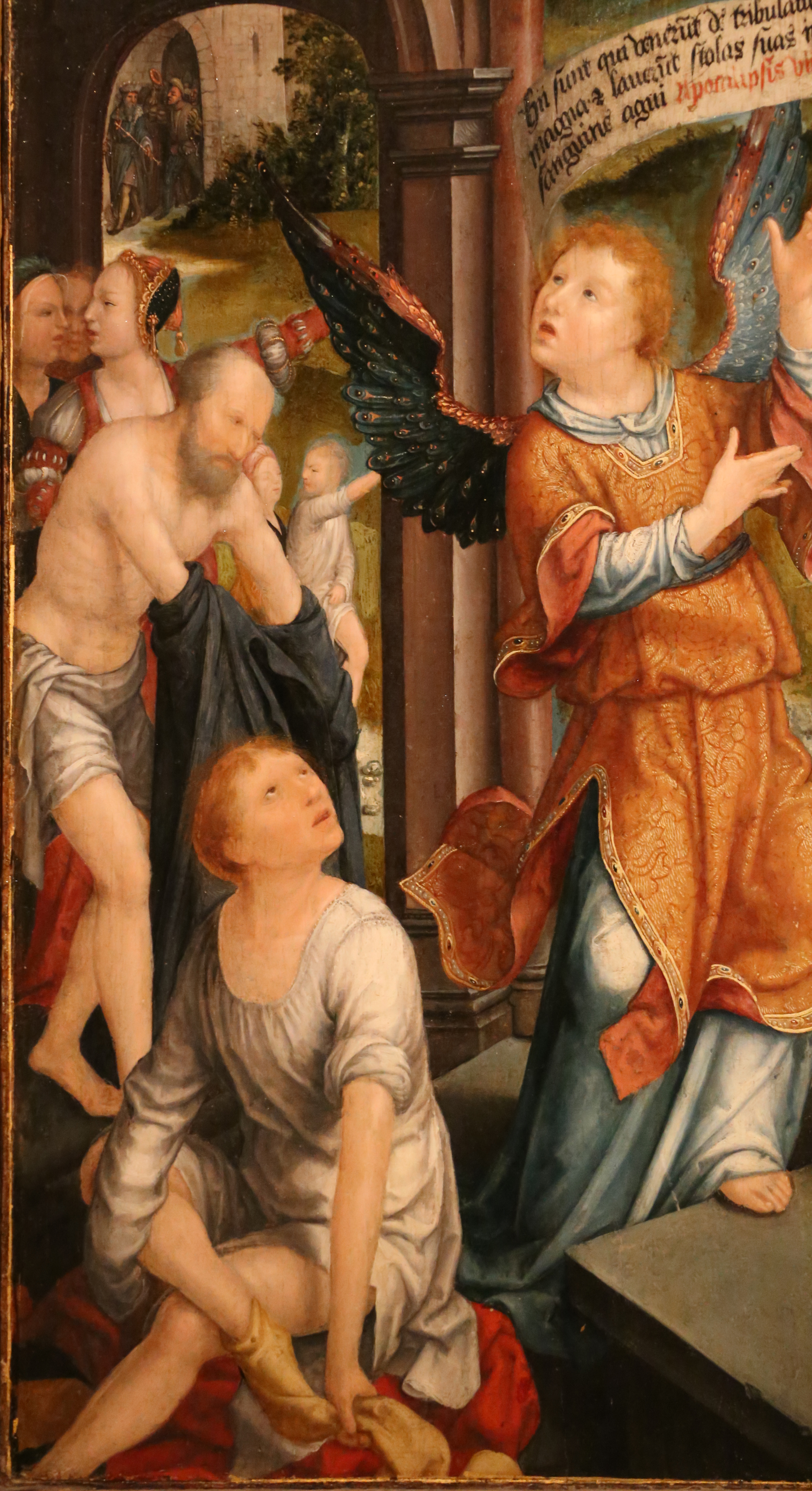
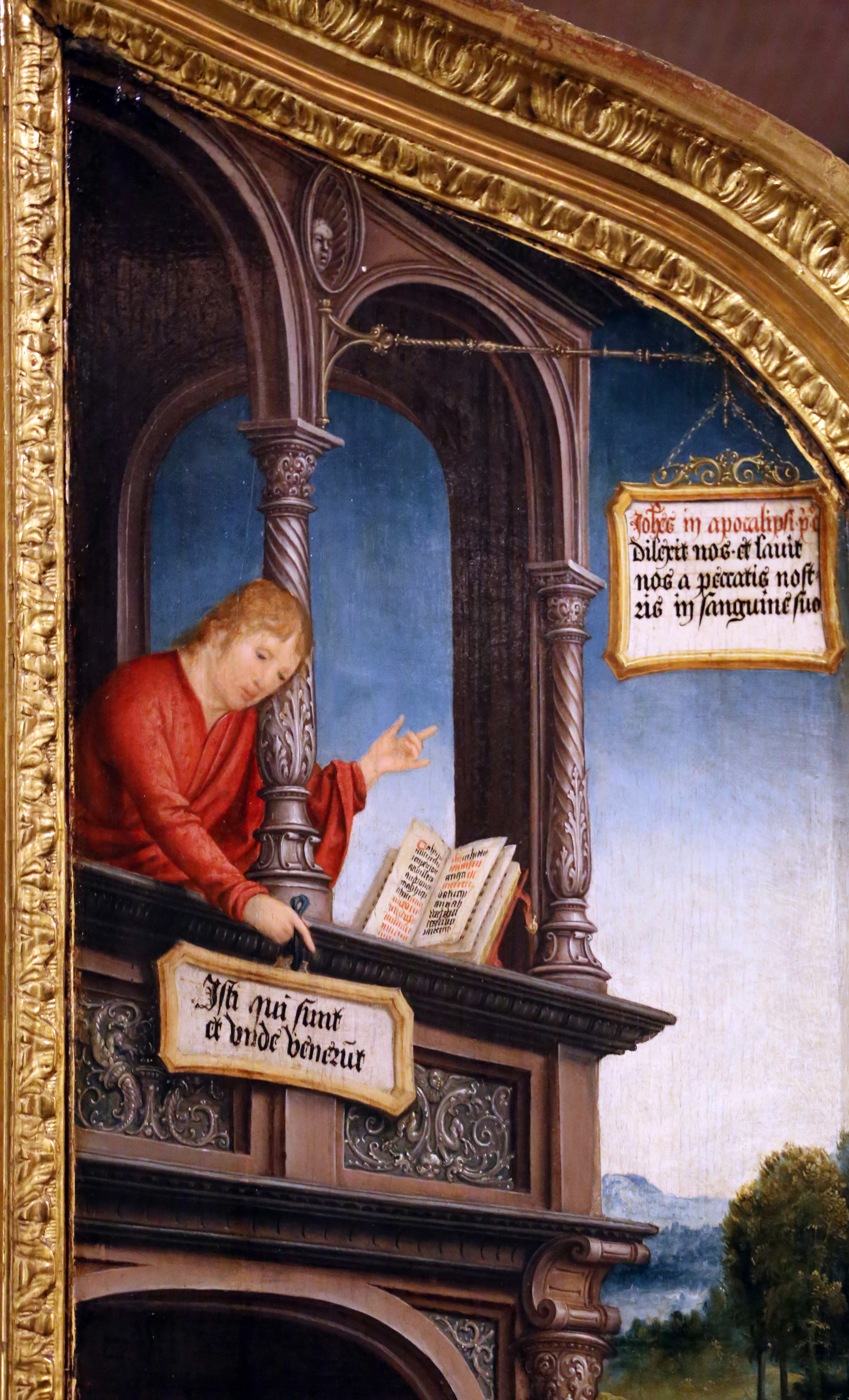
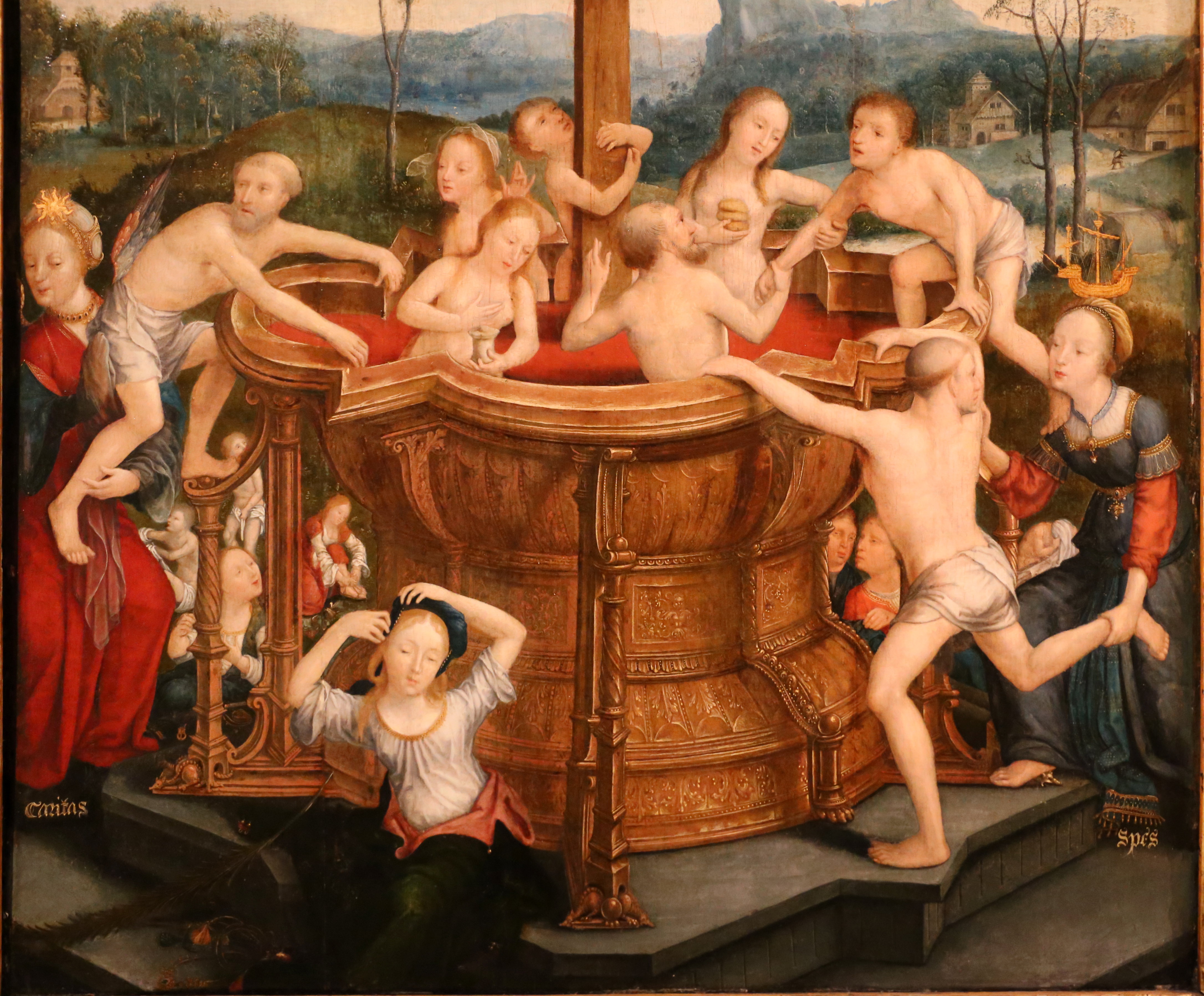
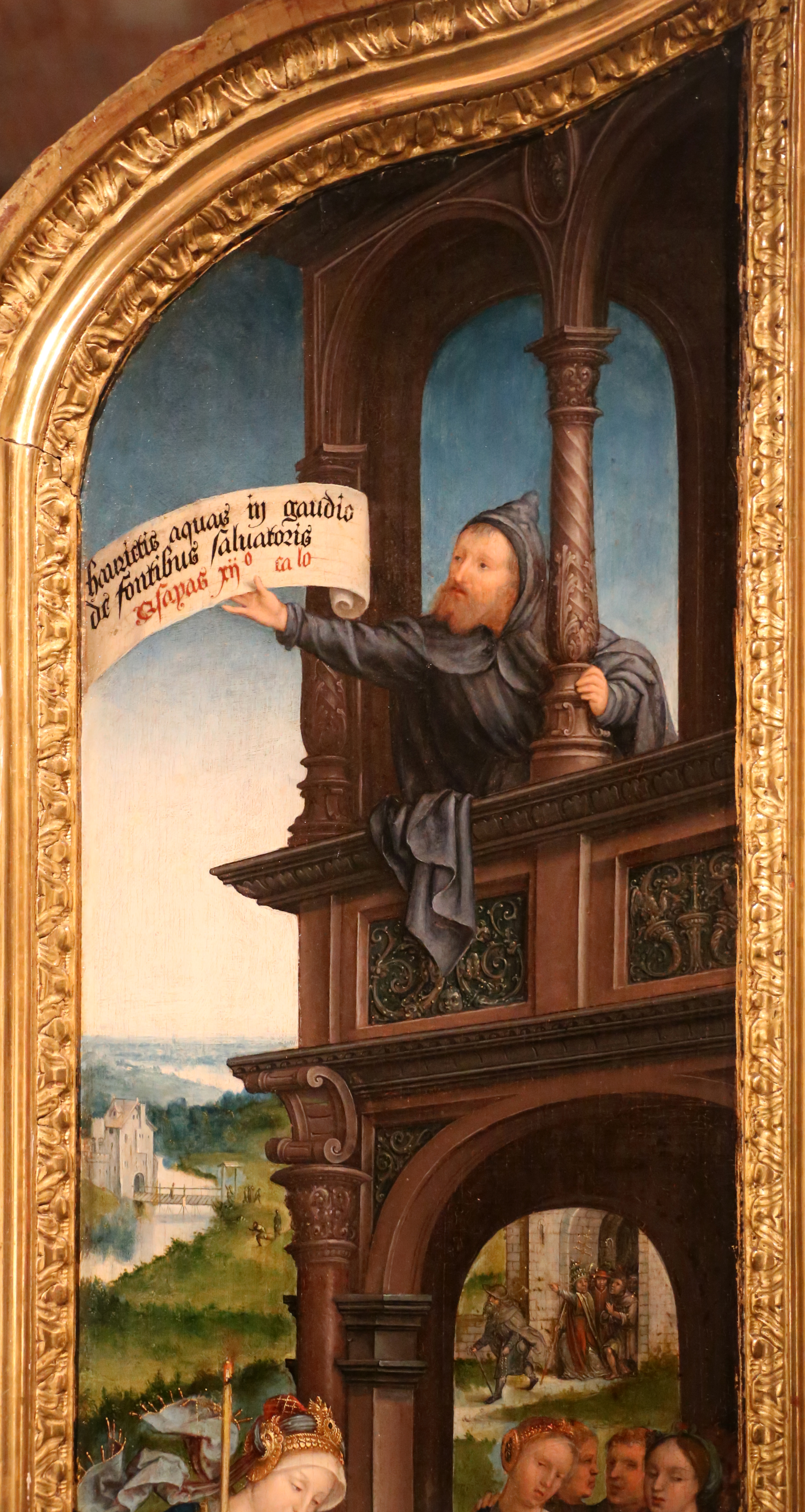
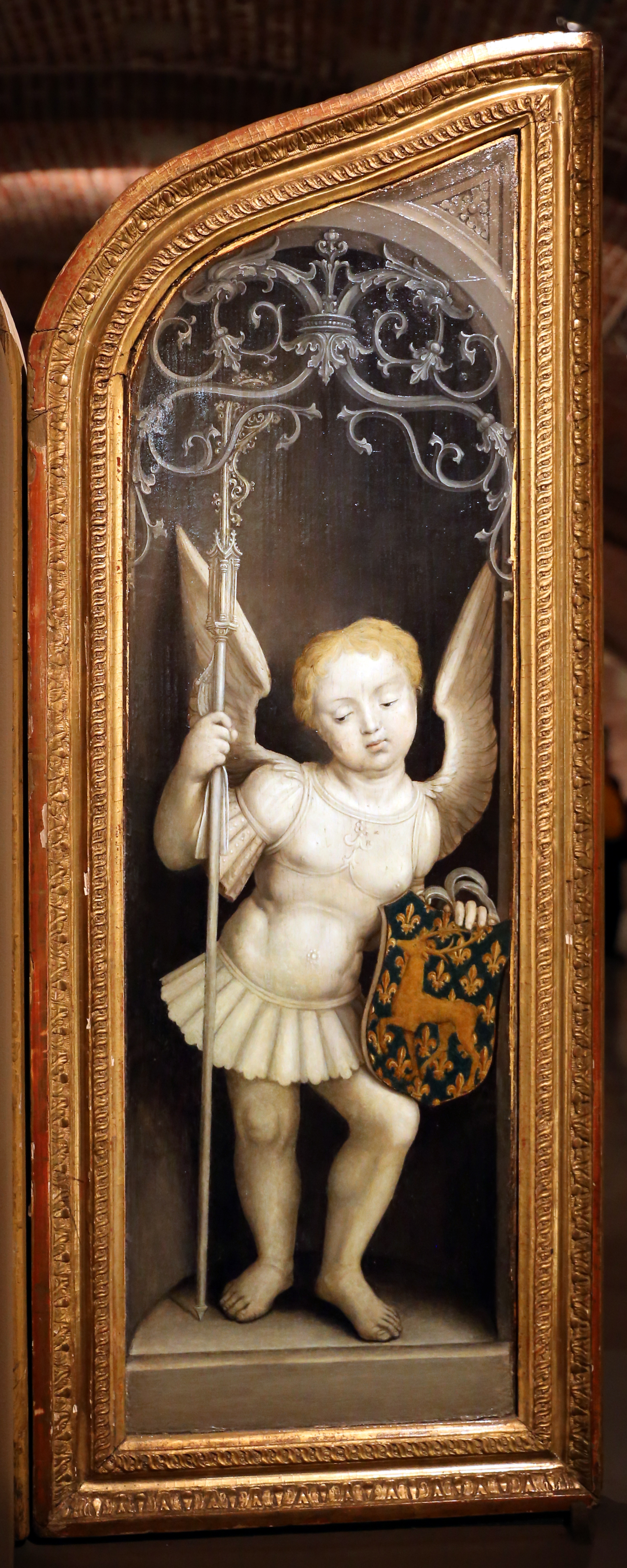

## Analyse
Le 1er juin 1239, Guérin (aussi nommé Garin ou Warin), archevêque latin de Thessalonique, apporte un certain nombre de reliques à l'abbaye d'Anchin, dont la principale est une relique du sang du Christ qui fait l'objet d'une dévotion particulière. Cette vénération peut expliquer pourquoi, près de trois siècles plus tard, un abbé d'Anchin commande une représentation mystique du Saint Sang. Le thème du Bain mystique, associé à la purification par le sang du Christ, relève d’une dévotion répandue dans le Nord de la France dès la fin du XVe siècle. Il évoque à la fois le pressoir mystique (torcular christi), métaphore de la Crucifixion, le corps du Christ étant assimilé à une grappe de raisin dont on extrait le vin de l’Eucharistie qui guérit les âmes délivrées du péché, et la fontaine de Jouvence, qui régénère et confère la vie éternelle.